# Hällabäck
Hällabäck är ett litet samhälle i Burseryds socken, numera i Gislaveds kommun, beläget i nordvästra Småland.
Samhället växte fram som ett stationssamhälle utmed järnvägen Västra Centralbanan. Stationshuset i Hällabäck revs 2016.